# Chico y Rita
Chico y Rita es una película española de animación dirigida por Fernando Trueba, Javier Mariscal y Tono Errando y estrenada por primera vez en España en 2010.
La película cuenta la historia entre dos amantes que son el pianista Chico Valdés y la cantante Rita La Belle marcada por la música de entonces. Está ambientada en las ciudades de La Habana, París y Nueva York en la que se realiza un homenaje al jazz latino y al cine de Hollywood de las décadas de 1940 y 1950. Entre las películas que homenajean se encuentran Casablanca, El padrino y las de Woody Allen.
A pesar de que la película fue bien vista por la crítica al componer una «historia arrebatadora» gracias al «magisterio gráfico» de Mariscal y los «conocimientos de Trueba sobre jazz latino», tuvo un paso bastante discreto por la taquilla española. Entre sus premios destacan el de  Premio a la mejor película de animación en la XXV edición de los Premios Goya y en la XXIV de los Premios del Cine Europeo. 
El 24 de enero de 2012 fue nominada para los Premios Óscar en la misma categoría.

## Argumento
En La Habana, un anciano que trata de ganarse la vida como limpiabotas recuerda su juventud. La mayoría de la película es un flashback. Todo comienza en Cuba en 1948. Chico es un joven pianista de jazz , que vive en La Habana, apasionado por el bebop emergente en Estados Unidos.  Una noche él y su amigo y "agente", Ramón,  conocen a la encantadora Rita, que es cantante y se gana la vida actuando en clubes y bailes. Chico se enamora inmediatamente de Rita. Después de un tiempo, se las arregla para seducirla, y ambos tienen relaciones sexuales, pero por la mañana, la excompañera de Chico interrumpe bruscamente su romance. Rita, indignada, deja al joven y se niega a verlo de nuevo. Ramón es finalmente capaz de reunir a los dos artistas a tiempo para que participen en un concurso de música, el cual ganan fácilmente gracias a los talentos combinados de ambos, obteniendo así un contrato ventajoso para un número de canto en el Hotel Nacional. Chico y Rita se reconcilian y todo va bien por un tiempo. Un día, a Rita se le acerca un acaudalado empresario estadounidense el cual le ofrece un contrato para que actúe nada menos que en Nueva York.  La cantante, sin embargo, requiere que esté asociada con Chico en el contrato, y, finalmente, renuncia a la oferta en lugar de separarse de él, pero esa noche, cuando trata de encontrarse con Chico después de una discusión por celos, este se encuentra, borracho como una cuba, y termina teniendo sexo con su exnovia. Desilusionada, Rita acepta el contrato y termina embarcándose a Estados Unidos al día siguiente. Ramón llega a despedirse de ella culpando a Chico de haberla dejado ir.
Algún tiempo después, Ramón y Chico (que vende su piano para hacer su proyecto) deciden ir a Nueva York confiando en que el talento de Chico y sus contactos con Chano Pozo, que toca con los mejores músicos de jazz del momento, les abran las puertas del éxito en Nueva York. Ambos finalmente pueden ver a sus ídolos, Dizzy Gillespie, Charlie Parker y Thelonious Monk entre otros, en vivo. A través de Ramón, rastrean a Rita, para que Chico pueda volver a ver a su amada, pero Rita aún se niega a verlo y le dice que ha cambiado, a pesar de seguir enamorada de él sin querer admitirlo. Ramón y Chico son testigos del asesinato de Chano Pozo durante un ajuste de cuentas relacionado con la venta de drogas. En el funeral del músico, Chico se encuentra brevemente a Rita en compañía del empresario, que ahora comparte su vida.
Para deshacerse de su rival, el empresario artístico de Rita convierta a Ramón en agente artístico. Rita se presenta entonces en los teatros más famosos de EE. UU., y comienza una carrera en Hollywood, pero aún debe enfrentarse a la segregación racial en Estados Unidos. A su vez Ramón le ofrece a Chico un contrato para irse de gira por Europa. Algún tiempo después, los dos artistas se reúnen otra vez y Rita se da cuenta de que todavía está enamorada de Chico. Los dos amantes poco después de haberse reencontrado deciden casarse en secreto en Las Vegas. Chico se lo dice a Ramón. El día antes de la boda, Ramón se introduce furtivamente en el camerino de Chico y desliza varios paquetes de drogas en un bolsillo del saco de Chico, poco antes de una redada policial: Chico es detenido y deportado de los Estados Unidos por tráfico de drogas, sin que se le permita ver a Rita. En Cuba ocurre simultáneamente la revolución que llevó a Fidel Castro al poder. En Cuba su música es considerada "non grata" ya que el nuevo gobierno revolucionario considera que el jazz es una música imperialista. Es el final de su carrera musical y todo lo que le queda de ella es su caja de recuerdos (fotos y partituras de sus composiciones).
Después de que el flashback finaliza, la historia continúa en el presente. Chico, ya viejo, ya no espera nada de la vida, cuando se encuentra inesperadamente con una admiradora: una joven artista fan de sus composiciones y que quiere grabar con él. Este es un momento muy emotivo para Chico que se reencuentra con un piano por primera vez en muchos años. Gracias a este relanzamiento de su carrera, puede volver a los Estados Unidos y reanudar sus viajes. A continuación, se lanza sobre la pista de Rita, y después de una larga búsqueda, finalmente la encuentra en Las Vegas, la cual no había dejado desde el fracaso de sus planes de matrimonio. Los dos amantes, envejecidos, se reencuentran.

## Personajes
- Chico Valdés. Es el protagonista; un hombre atractivo al que le fascina tocar el piano.[9]
- Rita Martínez o Rita La Belle. Es una hermosa y talentosa cantante.[9]

## Producción

### Redacción del guion
Javier Mariscal y Fernando Trueba eran amigos desde el año 2000, cuando Mariscal aceptó realizar los carteles de Calle 54. Ambos son amantes de la música y la cultura cubana. Más tarde Mariscal hizo un videoclip de dibujos animados de La Habana para Compay Segundo y, tras verlo, Trueba le propuso realizar una película sobre esta ciudad. Ellos habían escrito junto a Rafael Azcona y José Luis García Sánchez con diálogos de Jesús Díaz una historia sobre Cuba, pero les prohibieron rodarla.
Tras ello se le ocurrió a Mariscal que si Trueba era un buen director y entendedor, además de tener como referencia a Bebo Valdés, así que deciden hacer un bolero que se situase en el año 1948, ya que, por un lado Mariscal era amante desde pequeño de esa música, y, por otro, a Trueba le gustaba esa época en la que los músicos cubanos iban a Nueva York y los americanos iban a La Habana. A la hora de redactar el guion se les ocurre que sea animada para que ambos puedan trabajar juntos, toman como punto de partida una historia de amor que gustase tanto a jóvenes, mayores y amantes del jazz, por lo que deciden que la base de la película sea la escritura de una canción de Chico a Rita desde el primer día que se conocieron hasta la última versión, que fue realizada por Estrella Morente. Tras acabar de mostrar la idea, Trueba llama a Ignacio Martínez de Pisón a quien le da la base de la historia, Martínez de Pisón se puso a desarrollar las distintas versiones del guion y se las enviaba a Trueba para que les diese el visto bueno. Trueba no pudo redactarlo porque se encontraba con El milagro de Candeal.

### Desarrollo
La financiación de la película fue una tarea bastante complicada, para llamar la atención de los productores deciden enviarles el guion junto con unos bocetos y un test de movimiento realizados por Mariscal. Deciden que debe ser de proyección internacional al ver que no lo conseguirían solo con dinero español, ya que Trueba creía que necesitaba doce millones de euros para producir la película, en dicha tarea fue importante conocer a Michael Rose a quien le encantó el proyecto y consiguió que se uniensen otros productores del Reino Unido y la Isla de Man, junto con algunos belgas y franceses que se había unido antes al proyecto. También se unió Antonio Resines en calidad de productor asociado tras ver algunos dibujos que tenía hechos en el ordenador Mariscal. Sin embargo solo consiguieron tener diez millones para seguir con el proyecto.
Mientras buscaban financiación, Trueba fue documentándose sobre la cultura cubana de los años 1940 viendo películas, buscando fotos, leyendo libros y buscando en archivos de las calles y los edificios. Posteriormente, el equipo viajó a La Habana para situar las viviendas de los personajes y la parte que querían mostrar de la localidad. Tras ello, Trueba realiza el guion gráfico, que sirvió para que Mariscal entendiera los planos y buscara un estilo artístico para la obra, este decide que los fondos tenían que ser de estilo barroco, mientras que los personajes planos sin tener elementos llamativos, ya que tras realizar sus dibujos, un equipo de alrededor de doscientas personas los animaban. Los dibujos sirvieron para realizar las 146 escenas y los 129.600 fotogramas que componen la película. En base al storyboard y los dibujos se hizo la previsualización animada. Durante el proceso fue importante la colaboración de Tono Errando, quien ejerció de codirector de la película y de responsable de la parte audiovisual del Estudio Mariscal. Errando entendía el cine de Trueba y el mundo gráfico de Mariscal, y se encargaba de llevar el día a día del trabajo y de mostrar los límites de los dibujos animados a Trueba.
Posteriormente se rodaron los planos con actores, a los que se les puso un traje con cruces para que el ordenador tuviese referencias, para poder tener el dramatismo y los movimientos de cámara necesarios para que tuvieran los personajes mayor humanidad y profundidad. Trueba no estaba muy seguro de que funcionara y, tras explicárselo Tono Errando, acabó aceptando la idea. Estas escenas se rodaron en la Escuela Internacional de Cine y Televisión de San Antonio de los Baños sin ningún escenario y, si se necesitase, se señalizaba el sitio donde se encontraran ese objeto. A la hora de elegir los actores del doblaje decidieron usar voces de cubanos, a pesar de que les decían que usasen voces conocidas o inglesas para tener mayor éxito en taquilla.

### Banda sonora
La banda sonora de la película fue compuesta a la vez que se redactaba el guion, ya que querían que la música que utilizaran concordara con lo que estaba pasando en la escena. Trueba se negaba a hacer una compilación de las canciones de las época, sino que quería que, al hacerse una interpretación de los músicos, se interpretaran también sus canciones, la cuáles compuesto Bebo Valdés. Bebo Valdés interpretó a Chico, Idania Valdés a Rita, el cantante Freddy King Cole interpretó a su hermano mayor, Estrella Morente se interpretó a sí misma, Mike Mossman hizo de Dizzy Gillespie, Jimmy Heath imitó a Ben Webster, Amadito Valdés lo hizo con Tito Puente y Yaroldi Abreu con Chano Pozo. Los intérpretes fueron elegidos por Trueba buscando encontrar aquella persona que tuviese un estilo muy parecido.
Fue comercializada en dos formatos, el primero en formato simple con una ilustración de Javier Mariscal y en una edición coleccionistas con numerosos extras como el making-of o un libro sobre ella.  La banda sonora se convirtió en un éxito en ventas en España al ocupar el tercer puesto de los discos más vendidos y muy bien recibida por la crítica al calificar como una de las mejores banda sonoras de jazz de la última década.

## Recepción

### Crítica
La película fue muy bien recibida por la crítica tanto en su país de origen como en otros. La web Rotten Tomatoes le dio una nota media de 7,2 (sobre 10) siendo el 94% de las críticas positivas sobre la base de la opinión de 17 críticos. Por su parte AlloCiné le dio una nota media de 4,15 (sobre 5) sobre la base de la opinión de 20 críticos. Por otro lado Sensacine le dio una nota media de 3,57 (sobre 5) sobre la base de la opinión de 7 críticos.

#### En España
Javier Ocaña del diario El País comentó que «la historia, pergeñada por el propio Trueba y el novelista Ignacio Martínez de Pisón, está llena de lugares comunes alrededor del amor, pero en la que este no llega a palparse... Lo bueno es que quedan las músicas de Bebo Valdés, Dizzy Gillespie, Chano Pozo, Estrella Morente, Tito Puente, Thelonius Monk, Budd Powell, Nat King Cole y los diseños de Javier Mariscal». Jordi Batlle Camina escribió en La Vanguardia que «es, en fin, una explosión, un estallido de pasiones, de vitalidad y amor a la vida en todas sus manifestaciones: aquí, sin moderación, se canta, se toca, se baila, se fuma, se bebe, se folla y se ama a todo color». Javier Cortijo escribió en el diario ABC que «la pasión y el buen gusto en esta «descarga» (legal, claro), que obliga a olvidar alguna limitación técnica o argumental y el hecho de que, sin un par de desnudos, el filme sería de lo más recomendable para todos los públicos, siempre necesitados de buena música y mejores vibraciones».

#### En otros países
Helen O'Hara de la revista Empire afirmó que es "una deliciosa mezcla de animación dibujada a mano y estilo digital que alimentará el alma de los románticos incurables". Peter Debruge de la revista Variety la valoró negativamente escribiendo que es "una prueba, que mide si su amor por el jazz cubano puede superar el umbral de la animación pésima ... [en] un estilo poco favorecedor, como el libro de colorear para niños con sus dibujos rudimentarios y personajes rígidos, sin expresión ", la película evoca al final de la década de los años 1940 de La Habana, y a la música sudorosa y sensual de la época".

### Premios
La película fue galardonada en la XXV edición de los premios Goya en la categoría de mejor película de animación. y XXIV edición de los premios del Cine Europeo en la categoría de mejor Película de animación europea. Además fue nominada a los Premios Annie a la mejor película de animación y en la 83 edición de los premios Óscar en la misma categoría. También fue nominada en la cuarta edición a los Premios Gaudí en las categorías de mejor director, mejor guion, mejor película de animación (ganó), mejor música original (ganó), mejor dirección artística y mejor sonido, al igual que fuera galardonada en los Premios José María Forqué en la categoría de mejor película documental o de animación y en los Premios Sant Jordi de Cine en la de mejor película española.
Además también participó en numerosos festivales de cine, siendo galardonada en el Festival Internacional de Cine de Animación de Annecy, el festival más destacado sobre el cine de animación del mundo, con el premio FNAC; en el Festival Anima de Bruselas con el de mejor largometraje, el de a la mejor película en el Festival Internacional de Animación de Holanda (HAFF 2010) y el Premio Cineuropa 2010 en el Festival de Cinema Europeen des Arcs.

### Público
Cuando presentaron la película en Cuba en el Festival de Cine Hispanoamericano de La Habana, muchos ancianos les dijeron a los directores que recordaban la capital cubana exactamente igual a  como aparece en la película. Por su parte el pianista Bebo Valdés, a quien le dedicaron la película, se sintió muy emocionado cuando se la enseñaron Trueba y Mariscal. El director ganador de un premio Óscar afirmó que se sintió muy afortunado de ver como lloró Bebo cuando vio la película como si fuera un niño que estaba con su banda de música tocando.

### Taquilla
El primer país donde se estrenó fue en Reino Unido el 19 de noviembre de 2010. Más tarde lo haría en España donde se estrenó el 25 de febrero del año siguiente distribuida por Disney, en ese fin de semana compitió con películas de gran éxito entre la crítica debido a que ese mismo fin de semana era la edición de los premios Óscar, sin llegar a estar entre las diez más vistas de ese fin de semana. En Francia no lo hizo hasta finales de junio de dicho en donde su distribuidora, Rezo Films, invirtió 250.000 euros en promoción y marketing con la esperanza de atraer a unos 150.000 espectadores, sin embargo, solo consiguió atraer a 51.335 espectadores en el país galo.
La película recaudó un total de USD 1.883.933 a nivel mundial. El propio director afirmaba sobre la escasa taquilla que al ser el cine de animación adulto un género muy experimental con poco que consiguiese podría calificarse como un éxito.

## Explotación posterior
Pararelamente al desarrollo de la película, Javier Mariscal hizo una novela gráfica basada en la película, aunque Mariscal tuvo que volver a dibujar de nuevo la película porque el lenguaje usado en la historieta y el cine es distinto en la que usó unos encuadres distintos que hacían que fueran dos historias completamente distintas aunque cuenten lo mismo.
La película fue comercializada también en DVD y Blu-Ray, además de una edición especial para coleccionistas en este último formato el 21 de septiembre de 2011 en España distribuida por Disney. Sobre estos formatos afirmó Javier Mariscal que no alcanzaban la espectacularidad que tenía en el cine y lo compara con ver Las Meninas en un sello. En internet puede encontrarse en Filmotech donde su visionado fue gratuito desde el 15 de febrero de 2012 hasta el 26 de febrero del mismo año con límite de 6.000 visionados.